# Тарасово-Меловское
Тарасово-Меловское — село в Чертковском районе Ростовской области.
Входит в состав Осиковского сельского поселения.

## География
Расположено недалеко от границы с Украиной.

## Население
| 2010 |
| ---- |
| 480  |

## Улицы
| - ул. А. А. Савчук, - ул. В. И. Ленина, - ул. Гагарина, - ул. Жовнера, - ул. Заречная, | - ул. Кирова, - ул. Молодёжная, - ул. Речная, - ул. Степная. |

## Известные жители
В селе работала Герой Социалистического Труда Савчук, Анна Антоновна (1910—1991).